# 热雷米·多库
热雷米·巴富尔·多库（法語：Jérémy Baffour Doku；2002年5月27日—），是一名比利时足球运动员，场上司职右边锋，現效力于英超球隊曼城，同时亦是比利时国家足球队队员之一。

## 俱乐部生涯

### 安德莱赫特
在多库的早期生涯中，他曾先后效力过安特卫普当地球队杜恩奥林匹克KVC、图巴蒂亚博格豪特、以及比尔肖特。后来，2012年，10岁的多库加盟了比利时豪门安德莱赫特。2018年11月25日，在安德莱赫特2-4客负圣图尔登的比甲比赛中，16岁的多库在第78分钟时替补登场，完成了一线队首秀。

### 雷恩
2020年10月5日，多库加盟法甲劲旅雷恩，与俱乐部签约5年；转会费为2600万欧元加浮动条款。

### 曼城
2023年8月24日，曼城确认与多库签订一份为期五年的合同。他获得了2023-24赛季的11号球衣。9月2日，多库在伊蒂哈德球场以5比1战胜富勒姆的比赛中首次代表曼城出场。9月16日，他在客场3-1战胜西汉姆联的比赛中攻入首球。赛后，曼城主帅佩普·瓜迪奥拉表示，他没想到多库在他第二次代表新俱乐部出场时会有这样的表现，称他是一名“合适的边锋”，并补充道“他今天的表现，我很久以前就不记得了”。

## 国家队生涯
多库出生在比利时的大城市安特卫普，他是加納裔。在2018年的欧少赛中，多库代表比利时U-17国青队出战，并随队打进了四强。
2020年9月5日，在比利时2-0客胜丹麦的欧国联比赛中，多库在第88分钟时替补登场，完成了成年国家队首秀。仅仅三天后，在比利时5-1大胜冰岛的比赛中，多库首发出场，并在第79分钟时打进了球队在比赛中的第5粒进球。年仅18岁的他也打进了为成年国家队效力以来的首粒进球。
在2021年6月举行的2020年欧洲國家盃上，多库是比利时队在小组赛对丹麦的比赛中的其中一名替补。他在随后对芬兰的比赛中被列入首发阵容；在比利时输给意大利的四分之一决赛中，他再次被列入首发11人。
在2022年11月，Doku 被主教练罗伯托·马丁内斯召入了比利时国家足球队，准备参加在卡塔尔举办的2022年国际足联世界杯。他在比利时对阵克罗地亚国家足球队的最后一场小组赛中替补登场，完成了他的世界杯首秀。在埃登·阿扎尔世界杯后从比利时国家队退役后，Doku 在新任主教练多梅尼科·特德斯科的手下担任了更重要的角色。2023年9月12日，Doku 在欧洲杯预选赛F组中帮助球队以5-0战胜爱沙尼亚国家足球队，并获得了本场比赛的最佳球员称号。在10月13日比利时对阵奥地利国家足球队的下一场预选赛中，Doku 为罗梅卢·卢卡库的制胜进球提供了助攻，帮助比利时以3-2获胜，并确保了2024年欧洲杯的资格。11月22日，Doku 在比利时5-0战胜阿塞拜疆国家足球队的比赛中贡献了两次助攻。
Doku 在比利时的所有2024年欧洲足球锦标赛比赛中都是首发球员。尽管球队在首轮淘汰赛中被法国国家足球队淘汰，Doku 在整个比赛中完成了34次成功盘带，超过了其他任何球员。排名第二的拉明·亚马尔在比Doku 多打了三场比赛的情况下完成了32次盘带。

## 踢球风格
多库同样适应在左翼和右翼打球，尽管他通常在雷恩队中被部署为右边锋。他天生是右脚，但他也有一只强壮的左脚，经常在从右侧内切后用左脚射门。多库是一个极其快速和爆发力强的球员，具有出色的加速度、敏捷性、平衡感和身体强度，他以出色的运球技巧、华丽的动作和欺骗性动作而闻名。他低重心、控球能力强、脚下技术变化多样，以及快速的变速能力使他成为世界上在一对一对抗中最有效的前锋之一，在2021年法甲联赛中，他的场均带球成功率排名第三，仅次于内马尔和馬高·華拉堤,并在2023年欧洲联赛比赛中总带球次数排名前三，分别与維尼修斯·儒尼奧爾和利昂内尔·梅西并列。多库的招牌动作是肩部变向突破（"肩部斩击"），他将右脚放在球上并朝内方向做假动作，迫使防守者倾斜，然后突然向右侧冲刺，并保持对球的紧密控制。他还经常在他的技术库中使用step over。
作为一名青年球员，多库因为喜欢等待对方防守球员恢复状态，然后一遍又一遍地用球晃倒他们而被人称为“傲慢”。 2021年，多库自称是“法甲联赛最好的运球手”。多库还拥有出色的视野和传中能力，他的传球成功率超过80%。但是，他因为缺乏最终产出而受到批评，在雷恩队的前三个赛季中，他只打进了9个联赛进球。
由于他的直接打球风格和非洲血统，多库经常被拿来与塞内加尔前锋萨迪奥·马内进行比较。他也经常与比利时同胞埃登·阿扎尔进行比较，并被视为他在比利时国家队中的接班人。多库把阿扎尔视为自己的偶像。

## 生涯数据

### 俱乐部
最後更新：2021年5月2日
| 俱乐部     | 赛季     | 联赛     | 联赛 | 联赛 | 本土杯赛 | 本土杯赛 | 欧战 | 欧战 | 合计 | 合计 |
| 俱乐部     | 赛季     | 联赛等级 | 出场 | 进球 | 出场     | 进球     | 出场 | 进球 | 出场 | 进球 |
| ---------- | -------- | -------- | ---- | ---- | -------- | -------- | ---- | ---- | ---- | ---- |
| 安德莱赫特 | 2018–19  | 比甲     | 6    | 0    | 0        | 0        | 0    | 0    | 6    | 0    |
| 安德莱赫特 | 2019–20  | 比甲     | 21   | 3    | 3        | 1        | —    | —    | 24   | 4    |
| 安德莱赫特 | 2020–21  | 比甲     | 7    | 2    | —        | —        | —    | —    | 7    | 2    |
| 安德莱赫特 | 合计     | 合计     | 34   | 5    | 3        | 1        | 0    | 0    | 37   | 6    |
| 雷恩       | 2020–21  | 法甲     | 27   | 2    | 1        | 0        | 6    | 0    | 34   | 2    |
| 生涯合计   | 生涯合计 | 生涯合计 | 61   | 7    | 4        | 1        | 6    | 0    | 71   | 8    |

1. ↑  包括比利时杯及法国杯
2. ↑  在欧冠中的出场

### 国家队
最後更新：2021年3月30日
| 国家队 | 年份 | 出场 | 进球 |
| ------ | ---- | ---- | ---- |
| 比利时 | 2020 | 5    | 1    |
| 比利时 | 2021 | 1    | 1    |
| 合计   | 合计 | 6    | 2    |

#### 国家队进球
先列出的数字为比利时的比分；比分栏列出多库进球后的比分，结果栏显示比利时的全场比分。
| # | 日期          | 地点                             | 对手     | 比分 | 结果 | 赛事                         | 参考   |
| - | ------------- | -------------------------------- | -------- | ---- | ---- | ---------------------------- | ------ |
| 1 | 2020年9月8日  | 比利时布鲁塞尔，博杜安国王体育场 | 冰島     | 5–1  | 5–1  | 2020–21赛季欧国联（A级-B组） | [ 31 ] |
| 2 | 2021年3月30日 | 比利时鲁汶，登德里夫球場         | 白俄羅斯 | 4–0  | 8–0  | 2022年世界杯预选赛           | [ 32 ] |

## 榮譽
曼城
- 世界冠軍球會盃冠軍：2023[33]